# 长毛籽远志
长毛籽远志（学名：Polygala wattersii）为远志科远志属下的一个种。

## 扩展阅读
- 維基物種上的相關：长毛籽远志